# Jeffrey Swann
Jeffrey Swann (Williams, 24 novembre 1951) è un pianista statunitense.
Ha iniziato lo studio del pianoforte a quattro anni ed è stato allievo di Alexander Uninsky alla Southern Methodist University di Dallas. Ha conseguito il Bachelor, Master e Doctor of Music presso la Juilliard School di New York, sotto la guida di Beveridge Webster e Adele Marcus.
Numerosi sono i riconoscimenti ottenuti da Swann in campo internazionale, tra i quali sono da ricordare:
- il primo premio alla prima edizione del premio Dino Ciani al Teatro alla Scala di Milano,
- la medaglia d'oro al Concorso Reine Elisabeth di Bruxelles
- il massimo dei riconoscimenti ai concorsi
  - Chopin di Varsavia
  - Van Cliburn
  - Vianna da Motta
  - Montréal

Da allora la sua carriera si è affermata con successo non solo negli Stati Uniti, ma anche in Europa: più volte ospite del Festival di Berlino, della serie Grands Interpretes/ Quatre étoiles di Parigi, Swann ha suonato in tutte le principali città europee. 
Ha un vasto repertorio che comprende più di 50 concerti e opere solistiche, che vanno da Bach a Boulez e dall'integrale delle Sonate di Beethoven alle trascrizioni del tardo Ottocento. È inoltre un appassionato di letteratura e di arti visive. Spesso propone programmi a tema e completa le sue esecuzioni con commenti e illustrazioni. È anche apprezzato compositore: ha infatti studiato composizione con Darius Milhaud all'Aspen Music Festival, dove ha vinto il primo premio. 
Particolarmente interessato alla musica contemporanea, ha eseguito in prima mondiale la Seconda Sonata per pianoforte di Charles Wuorinen al Kennedy Center di Washington ed ha registrato varie composizioni contemporanee, tra le quali la Sonata n. 3 di Boulez. Tra le sue registrazioni si ricordano il volume V delle Sonate di Beethoven e l'integrale dei Concerti con orchestra di Liszt e Chopin.
Dal 2007 Jeffrey Swann è Direttore artistico del Festival e dell'Accademia dedicat a Dino Ciani a Cortina d'Ampezzo. Dal 2013 al 2017 è stato Direttore artistico della Stagione de  Concerti della Normale. Sempre presso la Scuola Normale Superiore di Pisa, ha tenuto vari cicli di concerti e lezioni dedicati a: Le 32 Sonate per pianoforte di Beethoven (2004), Liszt e la società dell'Ottocento (2005), Fryderyk Chopin (2006), Itinerari del Novecento (2007), La musica e le contaminazioni (2009), Visioni del classicismo (2010), Lisztmania (2011), Il tempo in musica (2012), Dedicato a Richard Wagner (2013), 1914: il mondo sul bordo dell'abisso (2014), Le seduzioni dell'esotico (2015), Faust e le lotte del genio romantico (2016), Le forme musicali: strategie e visioni (2017).